# Свиридов, Платон Николаевич
Платон Николаевич Свиридов (укр. Платон Миколайович Свиридов; род. 20 ноября 1986, Горловка, Донецкая область) — украинский футболист, полузащитник.

## Биография
Начал заниматься футболом в Горловке, первые тренеры — Юрий Веселкин и Юрий Фомин. Воспитанник донецкого «Шахтёра». На профессиональном уровне начал выступать в 2003 году за «Шахтёр-2» и «Шахтёр-3». 17 июня 2007 года дебютировал за основу «Шахтёра» в Высшей лиге в матче против запорожского «Металлурга», на 64-й минуте матча заменив Андрея Шибко. Зимой 2009 года перешёл в «Феникс-Ильичёвец». В команде отыграл полгода успев стать основным игроком. Летом 2009 года перешёл в криворожский «Кривбасс», подписав 3-летний контракт. В команде дебютировал 18 июля 2009 года в матче против донецкого «Шахтёра» (3:0). После играл за ФК «Закарпатье», ФК «Крымтеплица» и опять же за ФК «Говерла». После провального старта ФК «Говерла» в сезоне 2012/13 в команде состоялись серьезные кадровые изменения и на сайте клуба появилось сообщение что Свиридов покидает клуб и возвращается в ФК «Крымтеплица».
В сезоне 2013/14 выступал в Первой лиге Украины за «Авангард» из города Краматорска.
29 декабря 2017 года дисквалифицирован контрольно-дисциплинарным комитетом ФФУ за участие в сборной ДНР.

## Достижения
- Серебряный призёр чемпионата Украины: 2006/07